# Warwick Braithwaite
Henry Warwick Braithwaite (ur. 9 stycznia 1896 w Dunedin, zm. 18 stycznia 1971 w Londynie) – nowozelandzki dyrygent.

## Życiorys
W latach 1916–1919 studiował w Royal Academy of Music w Londynie. Początkowo dyrygował orkiestrami O’Mara Opera Company (1921) i British National Opera Company (1922). W 1923 roku został dyrektorem muzycznym rozgłośni radiowej BBC w Cardiff. Pełnił funkcję dyrygenta Cardiff Musical Society (1924–1931) oraz National Orchestra of Wales (1928–1931). Od 1932 do 1940 roku był dyrygentem Sadler’s Wells Opera w Londynie, zaś od 1940 do 1946 roku Scottish National Opera w Glasgow. W latach 1950–1953 dyrygował przedstawieniami baletowymi w londyńskim Covent Garden Theatre. W kolejnych latach był dyrygentem New Zealand National Orchestra (1953–1954) i kierownikiem artystycznym National Opera of Australia (1954–1955). Od 1956 do 1960 roku był dyrektorem muzycznym Welsh National Opera, następnie w latach 1960–1968 ponownie dyrygował orkiestrą Sadler’s Wells Opera.
Jego synem był dyrygent Nicholas Braithwaite. Opublikował pracę The Conductor’s Art (Londyn 1952).